# Vila Velha Aimorés
O Vila Velha Aimorés é uma equipe de futebol americano da categoria de base de Vila Velha, Espírito Santo. Desde o início de suas atividades, o Aimorés tem formado atletas com elevado nível técnico, tático e físico, contribuindo assim para a evolução do esporte no estado.  

## História
O clube foi fundada em 10 de abril de 2011 pelos irmãos João Rubens Rocio e Raony Rocio.
O Vila Velha Aimorés tem cedido atletas para os principais times adultos do Espírito Santo e foi a equipe que mais cedeu atletas para a Seleção Capixaba de Futebol Americano Sub-19.
Em 2012 a equipe entrou para a recém-criada Federação Espírito-Santense de Futebol Americano (FESFA).
No dia 29 de junho de 2013 participou do Arraial Bowl I em Arraial do Cabo, Rio de Janeiro, um campeonato adulto de futebol americano, onde perdeu para o Cabo Frio Rocks por 21 a 6.
Jogando pela primeira vez com os atletas utilizando todos os equipamentos básicos para a prática do futebol americano (full pad), o Vila Velha Aimorés venceu a Desportiva Piratas por 22 a 13 em amistoso realizado no Parque Pedra da Cebola em Vitória.

## Títulos
- I Desafio Capixaba de Futebol Americano Sub-19: 2012

- Serra Arena Football: 2 (2012 e 2013)